# Mike Kennedy
Michael Volker Kogel (Berlim, Alemanha nazista, 25 de abril de 1944) é um cantor e ator alemão, conhecido por seu trabalho como líder do grupo Los Bravos (à época adotando creditado como Mike Kogel), e também por conta de sua carreira solo, iniciada em 1969.

## Carreira
Ele nasceu em Berlim, sob o regime nazista alemão, em 25 de abril de 1944. Aos dez anos, ele escapou com sua família da República Democrática Alemã. Antes de começar sua carreira musical, ele trabalhou em um laboratório de cervejaria.
Como muitos de seus compatriotas, desde o início dos anos sessenta ele passou suas férias na ilha espanhola de Mallorca. Lá ele se estabeleceu em 1965, teve contato com outros jovens e começou suas primeiras incursões no mundo da música pop com o grupo Los Runaways. O grupo também foi composto pelo baixista Miguel Vicens e pelo baterista Pablo Sanllehí.
Já em Madrid, ele fundou o grupo Los Bravos com seus companheiros de equipe Los Runaways e dois ex-alunos de Los Sonor, Manolo Fernandez e Tony Martínez, com Mike como voz solo.
Após o sucesso avassalador da banda, tanto na Espanha quanto internacionalmente, em 1969 Kennedy decidiu deixar a formação para seguir carreira solo. Nesse mesmo ano editou Enigmático Mike, herdeiro direto do estilo do Los Bravos, e no qual se destaca o tema "La lluvia", uma versão em espanhol de um clássico italiano.
Em 1970 ele se apresentou com notável sucesso no Teatro de la Zarzuela em Madrid, e publicou a performance Recital en la Zarzuela. Um ano depois, Mike Is Mike vem à tona, um LP muito mais melódico do que todos os anteriores de sua carreira.
Em 1972 publicou Made in USA, que apresentava a música "Johnny Guitar". A partir desse momento, um declínio lento começou, o que significa que Mike não relançou álbuns completos, embora durante a década de 1970 ele lançou onze outros novos singles.
Em 1991, Los Bravos foram recompostos, como "Mike Kennedy e Los Bravos", e publicados novamente em casa. O LP não foi particularmente bem-vindo pelo público e a tentativa foi continuada. Apesar disso, Kennedy participou de todas as reuniões dos Braves que ocorreram entre 1975 e 2015.
No final da década de 1990, juntou-se a outros artistas de seu período de glória (como Karina, Jeanette, Micky e Tony Ronald)para criar a experiência Magic 60,com a qual ele excursionou por toda a Espanha.

## Discografia
Carreira Solo
- 1969 - Enigmático Mike
- 1970 - Recital Mike Kennedy En La Zarzuela
- 1971 - Mike Is Mike
- 1972 - Made in U.S.A.
- 1972 - Mike Kennedy 69-73 (coletânea)
- 1976 - Pinceladas (coletânea)

## Filmografia
- Fonte:IMDB[2]

| Ano  | Filme                             | Papel                                           |
| ---- | --------------------------------- | ----------------------------------------------- |
| 1967 | Los chicos con las chicas         | Ele mesmo (como integrante da banda Los Bravos) |
| 1968 | Dame un poco de amooor...!        | Mike                                            |
| 1971 | Uma Lagartixa num Corpo de Mulher | Hubert                                          |